# 新权墓群
新权墓群，位于山东省威海市文登市苘山镇新权村，是中华人民共和国山东省文物保护单位之一。
1992年6月12日，授予山东省文物保护单位，是一座古墓葬。